# Amado Bagatsing
Amado Sevilla Bagatsing (Sampaloc, 3 dicembre 1947) è un politico e imprenditore filippino.
Nativo del distretto di Sampaloc, a Manila, frequentò l'Università di Manila. Nel 1987 si candidò con successo alla Camera dei rappresentanti, in rappresentanza del quinto distretto di Manila, e ricoprì tale carica sino al 1998. Diversi anni più tardi, nel 2007, fu eletto nuovamente nella medesima posizione. Nel 2016 si è candidato senza successo a sindaco di Manila, venendo sconfitto da Joseph Estrada.
Fa parte della nota e numerosa famiglia Bagatsing, conosciuta nello scenario politico di Manila. Suo padre Ramón fu rappresentante e poi sindaco di Manila dal 1972 al 1986, mentre suo fratello Ramón Jr. fu deputato in rappresentanza del quarto distretto della città, dal 1987 al 1998.

## Biografia
Il 22 luglio 2015 annunciò l'intenzione di candidarsi come sindaco di Manila per le elezioni del 2016, carica già ricoperta dal padre tra il 1972 ed il 1986. Il deputato criticò inoltre la situazione a proprio parere critica della capitale, con le seguenti parole: «Affronterò dei veri e propri "Golia" nelle elezioni del 2016. Abbiamo provato Lim. Abbiamo provato Estrada. Quando è troppo, è troppo. Non posso sopportare la frivolezza di questo governo, soprattutto il maltrattamento dei poveri». In precedenza il sindaco in carica Joseph Estrada e Alfredo Lim avevano già dichiarato le proprie candidature.